# Cá áp chảo

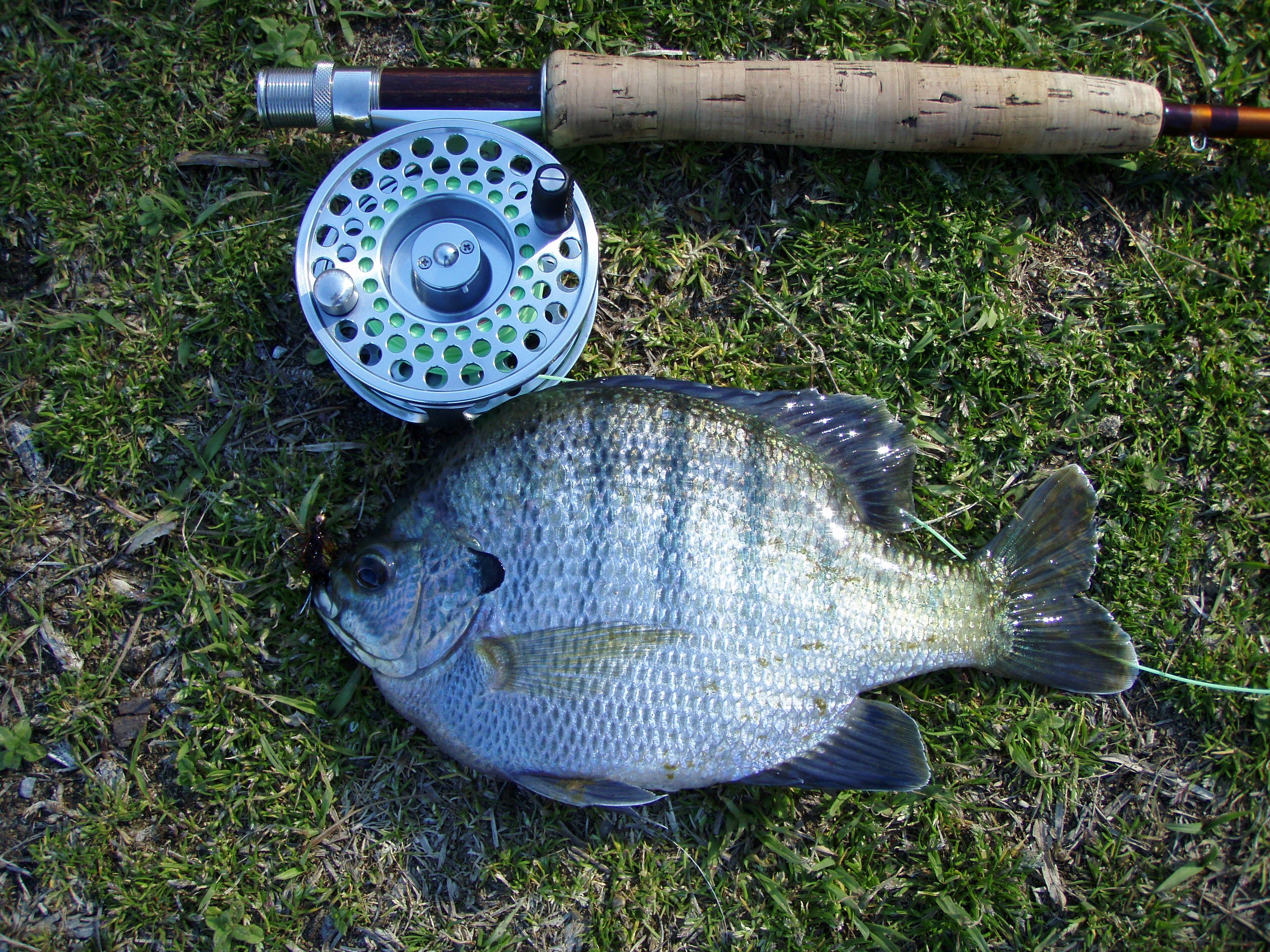
Một loài cá được xếp vào nhóm cá áp chảo

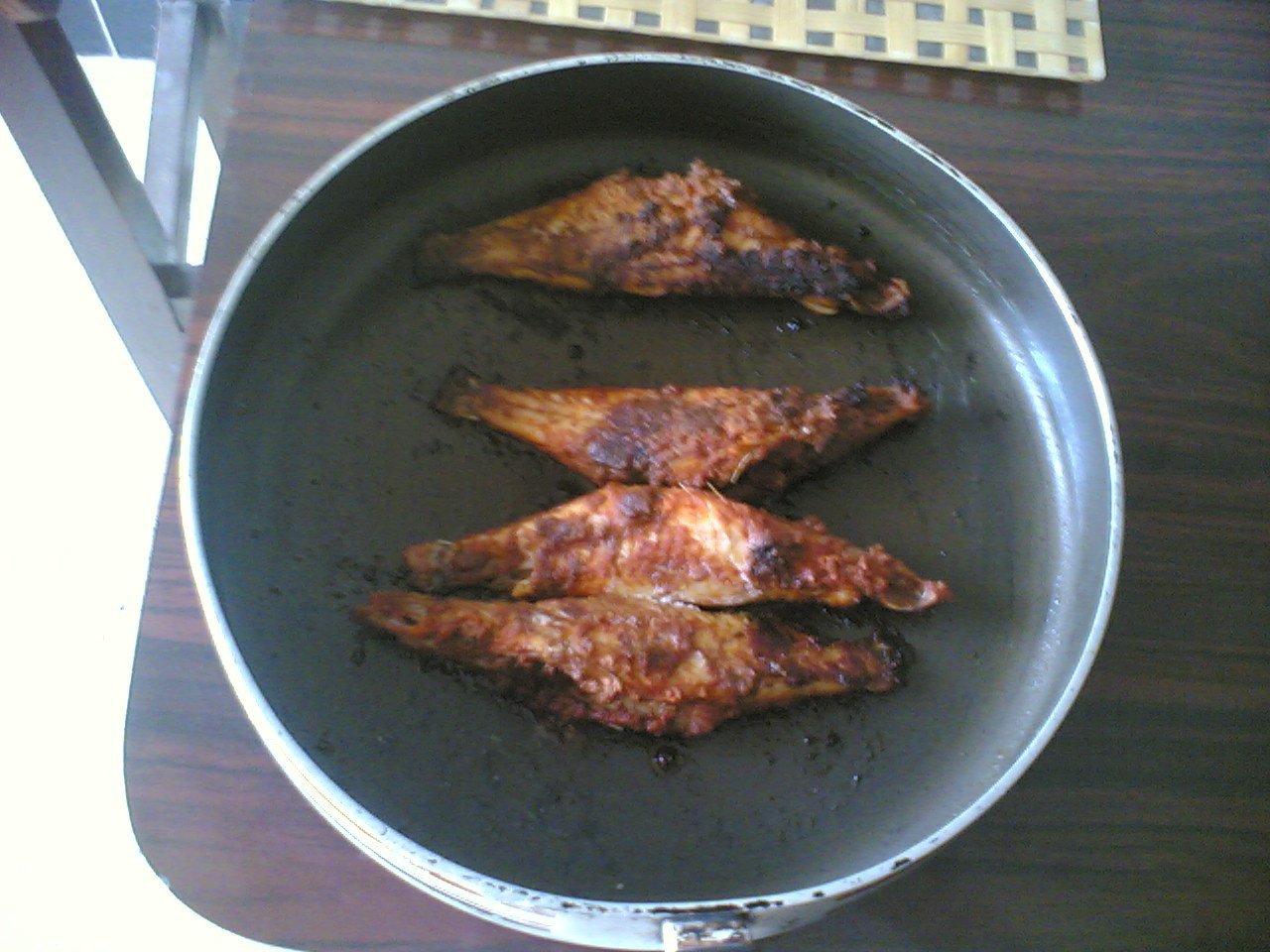
Món cá áp chảo

Cá áp chảo hay cá Pan (Panfish) là thuật ngữ dùng để chỉ các loại cá nhỏ nằm gọn trong chảo khi chế biến nhưng đủ lớn để được câu hợp pháp tại Mỹ. Cá Pan như cá thái dương Sunfish, Bluegills, crappies, cá vược đá Rock Bass và cá rô là những loại cá mà các tay câu thể thao (cần thủ hay câu thủ) cực kỳ ưa thích. Thuật ngữ cá áp chảo trong tiếng Việt còn chỉ về một phương pháp chế biến món cá.

## Các loại
- Lepomis
  - Lepomis macrochirus
  - Lepomis cyanellus
  - Lepomis microlophus
  - Lepomis auritus
  - Lepomis punctatus
  - Lepomis gibbosus
  - Chaenobryttus gulosus
- Crappie
  - Pomoxis annularis
  - Pomoxis nigromaculatus
- Centrarchus
  - Centrarchus macropterus
- Percidae
- Cá rô
  - Perca fluviatilis
  - Perca flavescens
  - Perca schrenkii)
- Gymnocephalus
  - Gymnocephalus cernua
- Exoglossum maxillingua
- Cottus gobio
- Odontobutis obscura
- Opsariichthys uncirostris

## Phương pháp câu
Một số loại cá Pan như cá rô, cá thái dương, cá Bluegill và cá Crappy thường đi theo đàn, nếu bắt được một con thì chắc chắn sẽ bắt được những con khác với điều kiện là đàn không chuyển đi. Các câu thủ bắt cho được một con trước và sử dụng con cá này như một dấu hiệu trực tiếp thông báo nơi ở của cả đàn, bằng cách lấy một sợi dây dài xỏ một đầu dây qua môi cá, đầu kia cột vào một khoanh lớn gỗ balsa (loại gỗ dùng làm phao), một phao bần lớn hoặc một quả bóng đồ chơi bơm phồng. Thả cho cá trở về đàn. Con cá vô tình làm chỉ điểm sẽ kịp thời thông báo vị trí chính xác của cả đàn, cả những nơi mà chúng sẽ đến. Theo sát con cá, câu thủ sẽ bắt được toàn bộ.
Họ sử dụng đồ câu siêu nhỏ nhẹ để bắt chúng. Phương pháp phổ biến là dùng lưỡi nhỏ nối với dây ngọn nylon dài khoảng 1.83m, kẹp một viên chì split shot để giữ mồi ở dưới nước. Nếu dùng phao sẽ câu loại cá cách đáy 3.5 cm. Cá Pan ăn tất cả các loại mồi và là loại cá được trẻ nhỏ khắp nước Mỹ thích câu với ruột bánh mì vo viên. Câu cá Pan bằng kỹ thuật Still rất hiệu nghiệm, mồi thường là dế, châu chấu, ấu trùng, sâu bướm, cá tuế và tôm càng xanh. Loại mồi giả spiner nhỏ, bucktails, wet flies, combination lure câu casting rất hiệu quả. Hầu hết Pan Fish đều bị bắt ở tầng đáy vào những trưa mùa hè.